# Thalera rubrifimbria
Thalera rubrifimbria är en fjärilsart som beskrevs av Inoue 1990. Thalera rubrifimbria ingår i släktet Thalera och familjen mätare. Inga underarter finns listade i Catalogue of Life.